# Meteorus russeithorax
Meteorus russeithorax är en stekelart som beskrevs av De Saeger 1946. Meteorus russeithorax ingår i släktet Meteorus och familjen bracksteklar. Inga underarter finns listade i Catalogue of Life.